# バロックの森
『バロックの森』（ばろっくのもり）は、NHK-FMで毎朝 6時 - 6時55分に放送されていた帯番組。主にバロック以前の西洋音楽を取り上げ、日曜は視聴者のリクエストに応えていた。
以前は平日のみに同じ時間帯で『バロック音楽のたのしみ』（1963年4月1日から1985年3月29日まで）→一時中断し、『ミュージックダイアリー』→『ミュージックカレンダー』→『あさの音楽散歩』を放送→『あさのバロック』（1989年4月3日から2004年3月28日まで）の番組名で放送されており、20年以上にわたってバロック音楽の研究家である服部幸三、菅野浩和、皆川達夫が解説を担当した。
朝6時台のバロック音楽番組はNHK-FM本放送開始（1969年3月1日）以前の試験放送（1937年から服部幸三氏の解説で不定期に放送開始、1938年から定期放送開始）の頃から実に40年以上に渡り放送されていることになり、日本でのバロック音楽の知名度向上に大きく貢献した。
2011年度から『古楽の楽しみ』に改題された（詳細については「古楽の楽しみ」を参照のこと）。

## 出演者
2010年度、番組担当者の総入れ替えが行われた。また、リクエスト特集が日曜のみとなり、平日の週代わり担当者が土曜の放送も担当していた。
- 平日および土曜：礒山雅、今谷和徳、関根敏子、大塚直哉（一週間毎、ローテーションで出演）
- 日曜：松川梨香（リクエスト特集）

なお、2009年度の担当は以下のとおり。
- 平日：赤塚健太郎、大愛崇晴、加藤拓未、佐野隆（一週間毎、ローテーションで出演。2009年３月までは松村洋一郎、2004年4月のみ、堀朋平、福本康之もローテーションに加わっていた）
- 土・日曜：松田輝雄（リクエスト特集）

## 関連番組
- 名曲のたのしみ
- 音楽の泉